# Mozares
Mozares es una localidad y Entidad Local Menor situada en la Comarca de las Merindades, provincia de Burgos, y que su partido judicial pertenece a Villarcayo. Este pueblo está situado en la vertiente mediterránea, al norte de la provincia, en la vertiente izquierda del río Trema, próximo a la merindad de Sotoscueva. Está a 604 m de altitud, se encuentra a 79 km de Burgos capital y a 5 km de Villarcayo, cabeza de partido.

## Arquitectura
La arquitectura es la popular de las merindades, aunque en ellas se nota la influencia cántabra, sobre todo de la zona de Soba. Las casas disponen de una galería cubierta y tienen pequeñas balconadas o solanas.
Resaltar la ermita de San Román, pequeña iglesia barroca del pueblo.

## Gastronomía
La gastronomía típica de la zona:
- El lechazo: Es toda una institución en toda la zona de la provincia de Burgos. Los corderos más finos y sabrosos vienen de la oveja churra, una de las razas más antiguas de la península ibérica.[5]
- La morcilla de Burgos: Producto relacionado con la matanza del cerdo, en casi todas las casas de la provincia de Burgos se hacía . Se elabora con diferentes partes del cerdo como la sangre, la manteca y las tripas, a las que se le añaden productos vegetales como la cebolla y especias, de las cuales se utilizaban diferentes dependiendo de la zona, y por supuesto arroz, que se incorporó a partir del siglo XVIII. Actualmente una de las morcillas que se elaboran en las merindades son las conocidas como Morcillas Mozares.[6]
- Queso fresco de Burgos: Queso suave no madurado de un intenso color blanco. Actualmente es uno de los quesos más conocidos, apreciados e imitados de Europa.[7]

## Historia
Se tiene constancia de que la zona en la que está situado este pequeño pueblo perteneció antiguamente a la Cantabria prerromana y al Ducado de Cantabria en tiempos visigodos.
A la caída del Antiguo Régimen queda agregado al ayuntamiento constitucional de Merindad de Castilla la Vieja, en el partido judicial de Villarcayo, perteneciente a la región de Castilla la Vieja Burgos, adscrita al Corregimiento de las Merindades de Castilla la Vieja, jurisdicción de realengo, con regidor pedáneo.
En el año 1997, un grupo de amigos funda en el pueblo La Asociación Cultural Recreativa Amigos de Mozares, una asociación sin ánimo de lucro, cuyo principal fin es integrar a todos los amantes de este pequeño pueblo, desarrollar actividades culturales, sociales y lúdicas encaminadas a dar a conocer este pueblo y su entorno, además de mantener vivas algunas tradiciones y el folclore de los pueblos castellanos, que se están perdiendo con la llegada de la maquinaria y la despoblación.

## Fiestas:[1]
- Matanza tradicional del cerdo. Diciembre.
- San Román. Último fin de semana de agosto.
- Carrera de Mountain Bike Ribera de Trema.
- Festival Folk Mozares Suena. Último fin de semana de julio.
- La Trilla Tradicional. Último fin de semana de julio.